# Dolmen de la Pastora

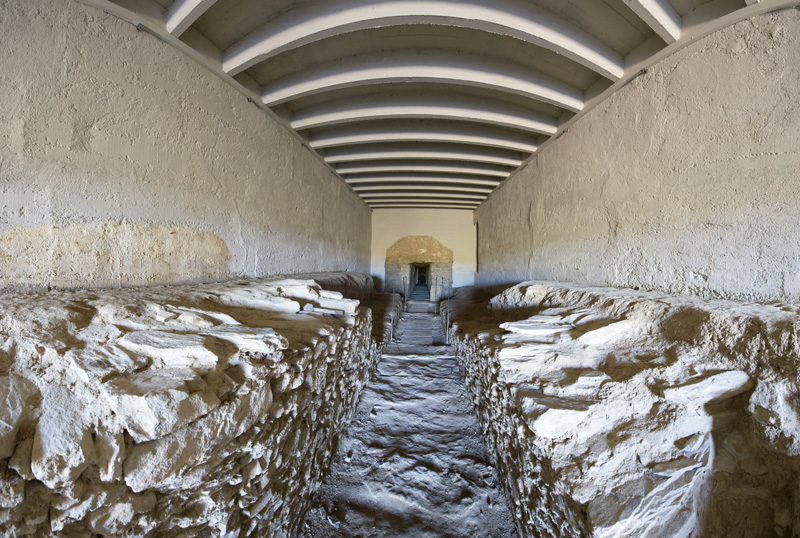
Dolmen de La Pastora

Der 1860 entdeckte Dolmen de la Pastora liegt in „Valencina de la Concepción“, bei Sevilla in Spanien. Die 1868 und in den 1960er Jahren ausgegrabene Anlage entstand etwa 2000 v. Chr. Der Zugang ist wie beim Dolmen de Matarrubilla mit einem modernen Torbau versehen. Sie kann nach vorheriger Anmeldung besichtigt werden.

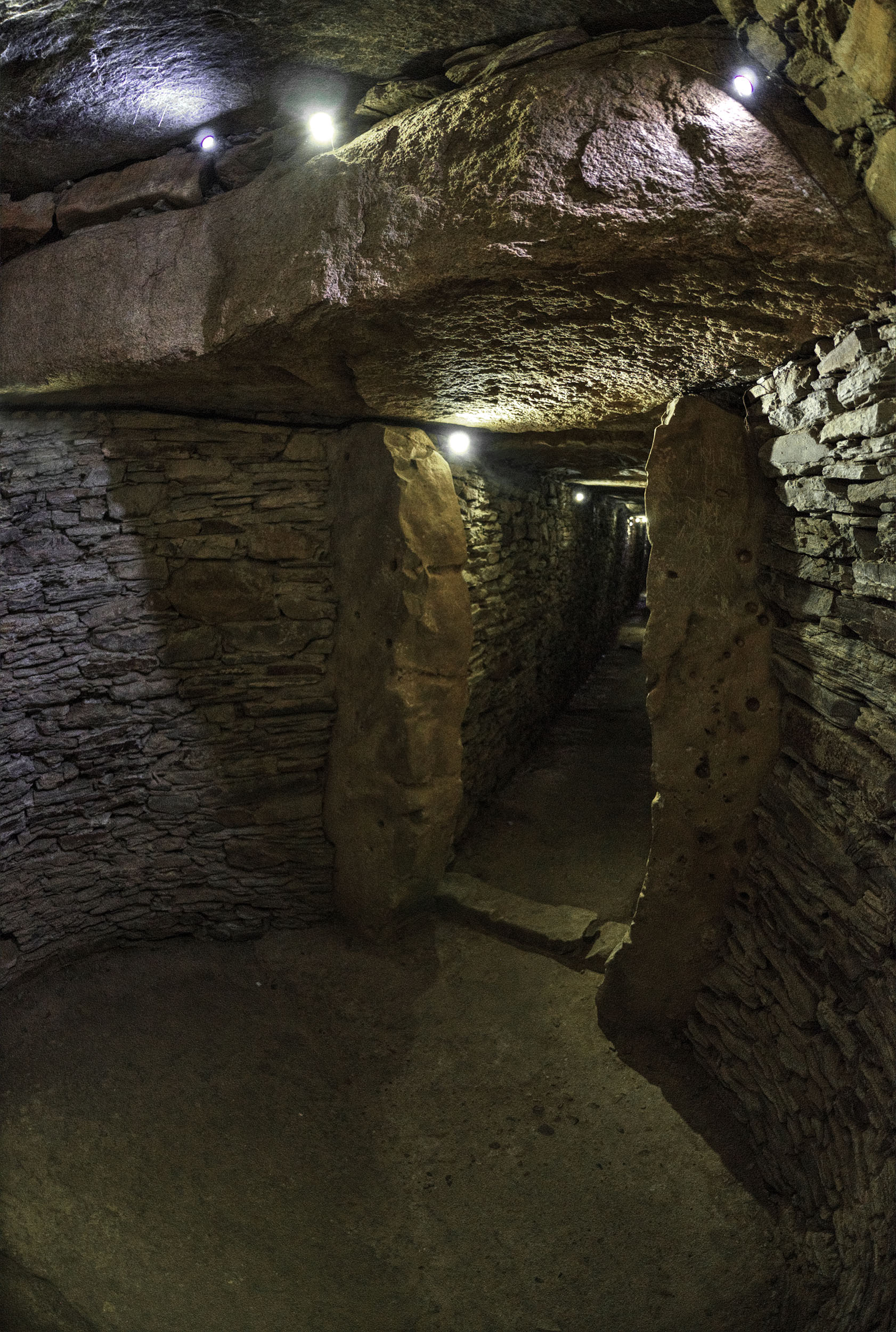
Dolmen de La Pastora

Die andalusische Ganganlage besteht aus einem über 40 m langen, am vorderen Ende nicht erhaltenen Gang und einer runden Kammer von 2,5 m Durchmesser. Die Kammerdecke ist als Kraggewölbe ausgebildet. Der 0,6 m breite und zwischen 1,5 und 1,9 m hohe Gang ist durch vorstehende Platten in drei Abschnitte unterteilt. Er besteht aus Schieferplatten und wird von Kalksteinplatten bedeckt. Die Ausrichtung nach Westen unterscheidet ihn von den Zugängen der übrigen Megalithanlagen Spaniens.